# Tre poler
Tre poler (en: Three Poles Challenge), en fysisk udfordring som består i at nå Nordpolen, Sydpolen og bestige Mount Everest.
| Bjerg | Spire Denne artikel om et bjerg eller en bjergkæde er en spire som bør udbygges. Du er velkommen til at hjælpe Wikipedia ved at udvide den. |